# 310-es évek
Évszázadok: 3. század – 4. század – 5. század
Évtizedek: 260-as évek – 270-es évek – 280-as évek – 290-es évek – 300-as évek – 310-es évek – 320-as évek – 330-as évek – 340-es évek – 350-es évek – 360-as évek
Évek: 310 311 312 313 314 315 316 317 318 319

## Események
- 313-ban legalizálják a kereszténységet (Milánói ediktum) a Római Birodalom egész területén.

## Híres személyek
- Nagy Konstantin római császár